# إيمرسون سيلفا ليال
إيمرسون سيلفا ليال (بالبرتغالية: Emerson da Silva Leal‏) هو لاعب كرة قدم برازيلي في مركز الوسط، ولد في 3 يوليو 1980 في إستيو في البرازيل. لعب مع غريميو بورتو أليغرينزي ونادي جوفنتودي ونادي سبورت ريسيفه ونادي نوفو هامبورغو.